# Het stervende huis
Het stervende huis is het 43ste album van de stripverhalenreeks Robert en Bertrand, dat in 1981 geschreven is door Willy Vandersteen en uitgegeven is door de Standaard Uitgeverij.

## Het verhaal
Robert en Bertrand komen samen met Joeki en hun vriend Mangin terecht in Normandië. Een vriendin van Mangin zit immers in de problemen en vraagt om hulp. Daar komen ze te weten dat haar broer Jean verdwenen is. Een mysterieus huis op de klippen trekt hun aandacht, waarop ze op verkenning trekken. Vooraleer ze goed kunnen onderzoeken raken ze echter slaags met een aantal deserteurs van de Frans-Duitse Oorlog. Deze zijn op zoek naar Jean en de schat die hij van hun stal. Jean blijkt immers nog te leven en neemt het samen met Robert en Bertrand op tegen de deserteurs onder leiding van kapitein Sordan. Tijdens een gevecht bij het mysterieuze huis stort het huis in en worden de deserteurs bedolven. Door later onderzoek blijkt het huis ingestort te zijn door toedoen van de houtetende gifzwam Merculius Lacrymans.